# Чугуївський район
Чугуївський район — район в Україні, у північній та центральній частині Харкївської області, що був утворений 2020 року. Адміністративний центр — місто Чугуїв. 
До складу району входять 9 територіальних громад.

## Географія
Площа – 4804 км². Населення – 194 177 осіб (2022)

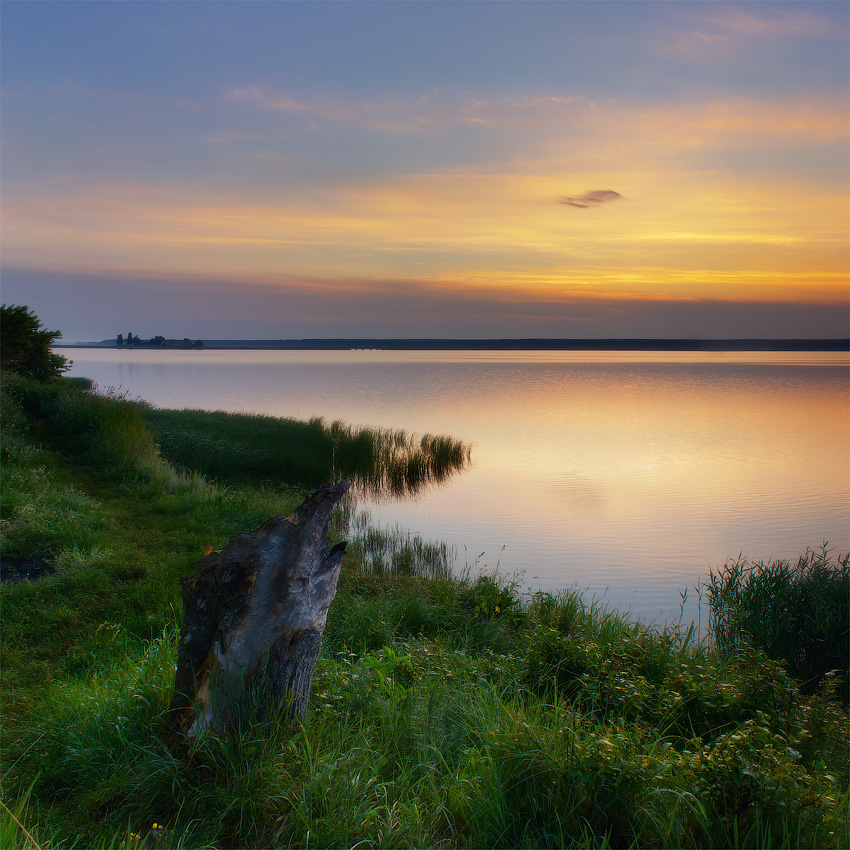
Печенізьке водосховище поблизу сел. Старий Салтів

Чугуївський район розташований у центральній частині Харківської області України, в історико-етнографічному регіоні Слобожанщини.
Чугуївський район розташований у долині річки Сіверський Донець, що визначає його ландшафт. Рельєф переважно рівнинний, з ярами та балками. Територія є зоною поступового переходу від лісостепу до степу. Через район протікає 19 річок, серед яких Сіверський Донець, Уди, Вовча, Великий Бурлук, Велика Бабка, Вільшанка Волоська Балаклійка, Гнилиця, Мжа,Середня Балаклійка, Крайня Балаклійка, Студенок, Чуговка, Пильна, Тетлега, Хотімля, Роганка, Бакланка і Таганка. В районі також є Печенізьке водосховище — яке є важливим елементом водогосподарської системи Харківської області.

## Історія
Чугуївський район утворено 19 липня 2020 року згідно із Постановою Верховної Ради України № 807-IX від 17 липня 2020 року в рамках Адміністративно-територіальної реформи в Україні. До його складу увійшли: Чугуївська, Вовчанська, Зміївська, Слобожанська міські та Малинівська, Новопокровська, Печенізька, Старосалтівська і Чкаловська селищні територіальні громади. 25 жовтня 2020 року відбулися перші вибори Чугуївської районної ради.
Раніше територія району входила до складу Чугуївського, Вовчанського, Зміївського, Печенізького районів, а також міста обласного значення Чугуєва.
25 вересня 2020 року сталася авіаційна катастрофа, біля міста Чугуїв.

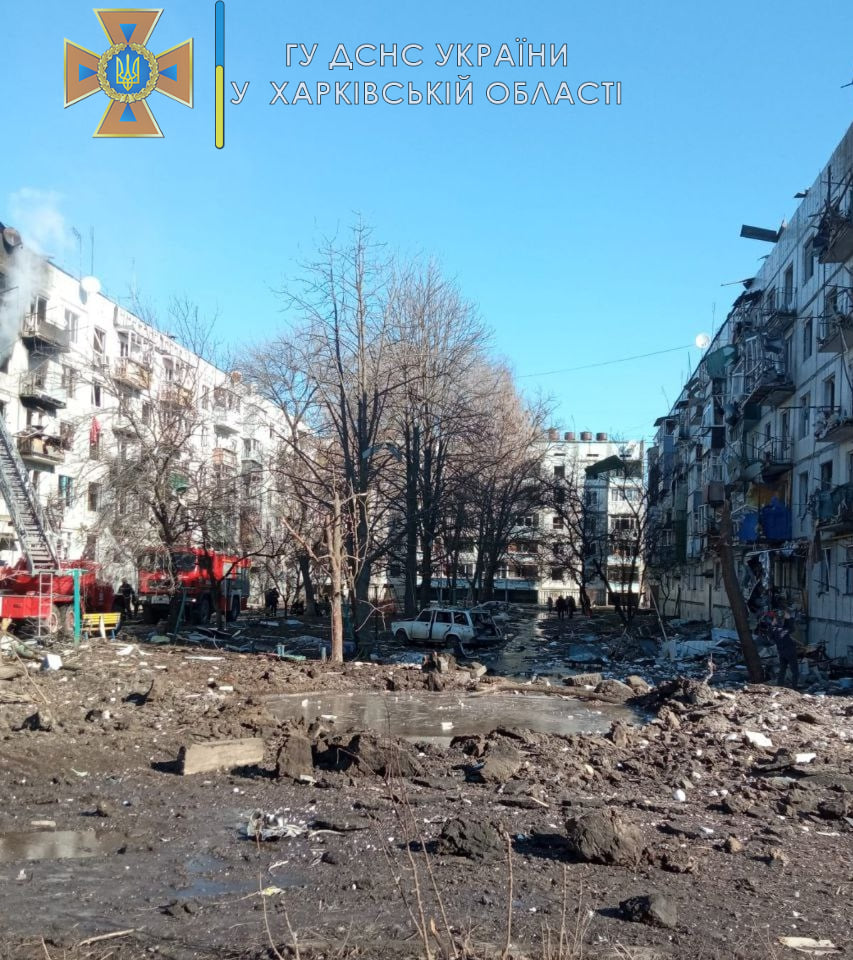
Чугуїв в перші години вторгнення Росії в Україну

24 лютого 2022 року Росія розпочала повномасштабне вторгнення в Україну, що кардинально змінило життя жителів Чугуївського району. Оскільки Чугуївський район розташований на сході Харківської області, неподалік від лінії фронту, він одразу потрапив під загрозу окупації. Протягом першої хвилі вторгнення, район став свідком активних бойових дій..  Окупація та обстріли сильно вплинули на цивільне населення. Багато людей змушені були покинути свої домівки, стати вимушеними переселенцями або шукати прихисток у більш безпечних регіонах України.
Зелений коридор через Печенізьку греблю під час окупації 2022 року був важливим гуманітарним шляхом, що дозволяв забезпечити евакуацію людей та доставку гуманітарної допомоги в один з найскладніших періодів війни не тільки для жителів окупованої частини Харківської області а також жителям Луганської та Донецької областей. Хоча реалізація цих коридорів була пов'язана з численними проблемами, включаючи безпеку, вони стали важливою частиною гуманітарної допомоги для людей, що опинилися в окупації.
У вересні 2022 року, після успішної контрнаступальної операції Збройних сил України, більшість території Чугуївського району була звільнена від російської окупації. Чугуїв був повернутий під контроль української влади. Після звільнення Чугуївський район почав повільно відновлюватися. Активно розпочалися роботи з відновлення інфраструктури, допомога вимушеним переселенцям і створення гуманітарних коридорів для постраждалих.

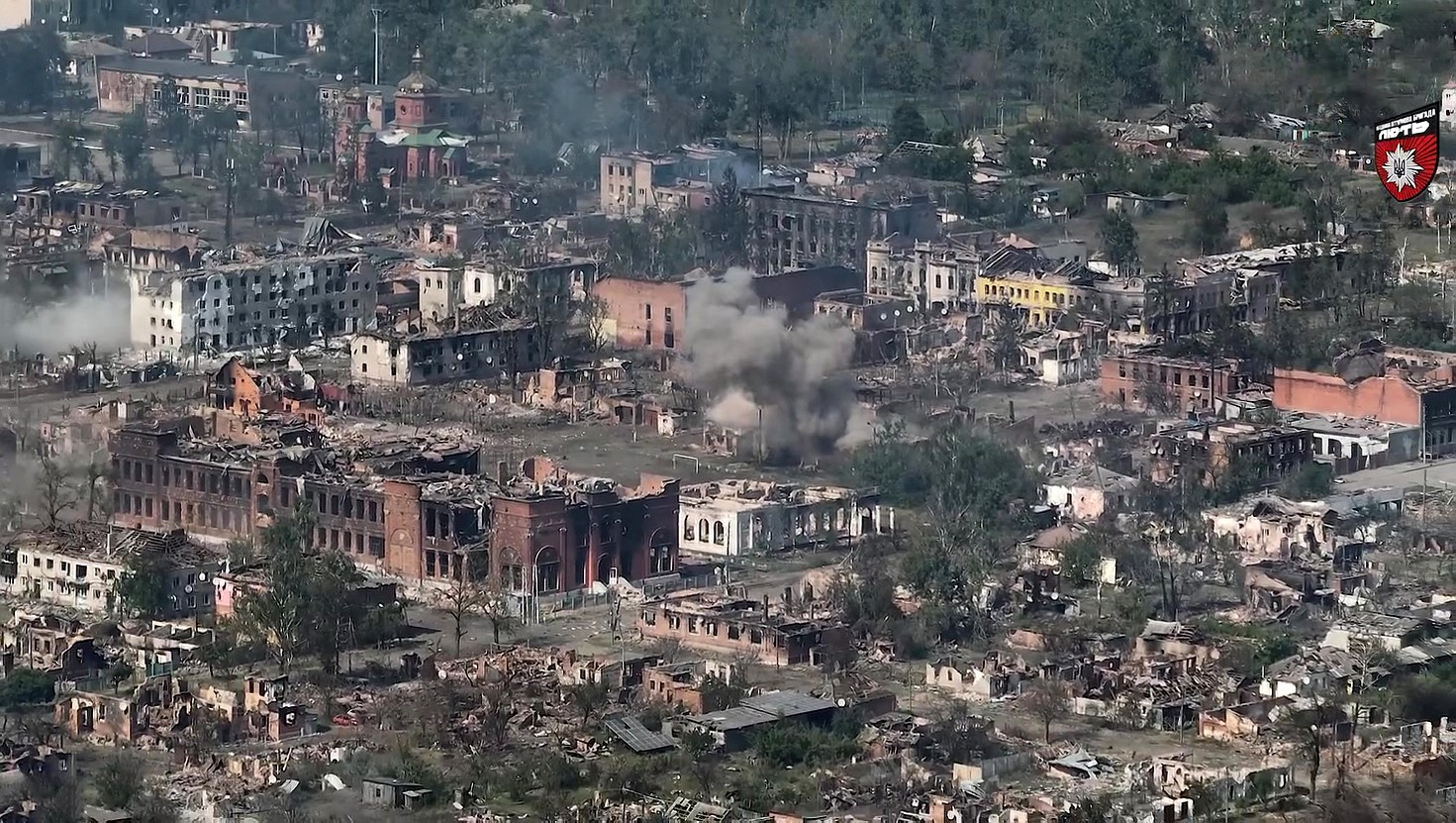
Руїни міста Вовчанськ. Літо 2024

10 травня 2024 почався новий наступ, під обстріл попала північ району та місто Вовчанськ - 34 Окремий мотопіхотний батальйон Вовкодави прийняв бій. За цей рік місто практично зрівняли з землею - до того складні умови міського бою перетворилися на майже неможливі, а оборону доводиться тримати в руїнах.

## Адміністративно-територіальний устрій
Район з 19 липня 2020 року ділиться на 9 територіальних громад, у тому числі 4 міських, 5 селищних (у дужках — їхні адміністративні центри):
- Міські:

Чугуївська міська громада (місто Чугуїв);
Вовчанська міська громада (місто Вовчанськ)
Зміївськаміська громада (місто Зміїв),
Слобожанська міська громада (місто Слобожанське).
- Селищні:

Малинівська селищна громада (селище Малинівка),
Новопокровська селищна громада (селище Новопокровка),
Печенізька селищна громада (селище Печеніги),
Старосалтівська селищна громада (селище Старий Салтів),
Чкаловська селищна громада (селище Пролісне).

## Економіка
Економіка Чугуївського району є багатоаспектною і включає в себе різноманітні галузі, серед яких сільське господарство, промисловість, енергетика та ресурси для розвитку сільських територій. Громади району мають свою економічну специфіку, зокрема залежність від сільськогосподарського виробництва, тваринництва, а також різних промислових підприємств. Після війни 2022 року, території громадах зазнали значних руйнувань, що вимагало значних зусиль для відновлення інфраструктури та економічної діяльності.
Чугуїв історично був центром важкої промисловості, зокрема, машинобудування та металообробки. Місто має кілька підприємств, які виробляють продукцію для машинобудівної галузі, зокрема, Чугуївський завод "Електромаш" (випуск обладнання для енергетичної та промислової сфери). На території міста функціонують харчові підприємства, які займаються переробкою сільськогосподарської продукції, зокрема виробництвом борошна, олії, а також молочних продуктів. Місто також має підприємства, що займаються текстильною промисловістю. Вони забезпечують місцевий ринок і частково експортують свою продукцію.
Вовчанська громада традиційно спеціалізувалася на вирощуванні зернових культур, таких як пшениця, кукурудза та соняшник. Також значну частину виробництва займали кормові культури для тваринництва. Тваринництво, зокрема свинарство та молочне скотарство.. Вовчанськ мав ряд підприємств з переробки сільськогосподарської продукції, але після війни багато з них зазнали серйозних пошкоджень.

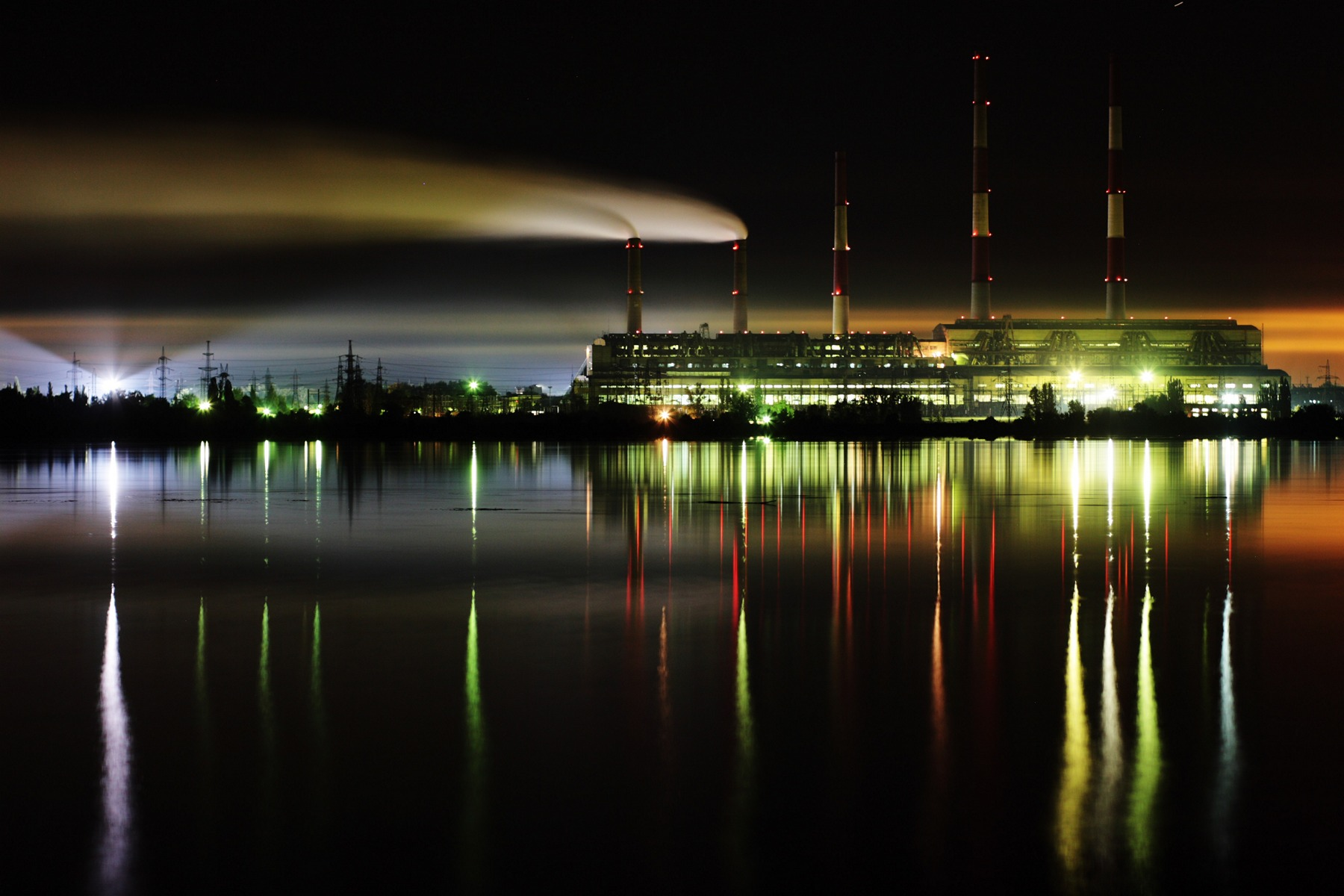
Зміївська ТЕС

Зміївська громада є важливим енергетичним центром Харківської області. Зміївська теплоелектростанція (ТЕС) забезпечує електроенергією значну частину регіону. Вона була пошкоджена під час бойових дій, що призвело до зниження енергетичної стабільності. Зміївська громада активно займається вирощуванням зернових культур, таких як пшениця та кукурудза, а також розвитком молочного скотарства. В громаді також функціонують підприємства легкої промисловості, зокрема швейні фабрики.
Слобожанська громада має значний потенціал у сільському господарстві. Основними культурами є пшениця, соняшник, соя, а також картопля, овочі та фрукти. Розвивається також тепличне господарство та садівництво. В громаді розвивається молочне тваринництво, свинарство, а також вирощування птахів. Є можливості для розвитку лісозаготівельної та деревообробної промисловості завдяки великим лісовим масивам.
Печенізька громада має родючі землі, на яких вирощуються зернові культури, картопля, овочі, а також кормові культури для тварин. Значна частина продукції йде на внутрішній ринок, а також на переробку. Печенізька громада спеціалізується на молочному скотарстві та свинарстві. Війна порушила ці процеси, але потенціал для відновлення залишається. Печенізьке водосховище є важливим ресурсом для рибальства та розвитку місцевої аквакультури.
Чкаловська громада має значні площі сільськогосподарських угідь. Основними культурами є пшениця, кукурудза, а також соняшник і соя. Розвивається фермерство, зокрема в молочному та м'ясному тваринництві. В громади є підприємства з переробки сільськогосподарської продукції, включаючи виробництво кормів для тварин.
Старосалтівська громада є однією з найбільших аграрних територій району. Основні культури — пшениця, ячмінь, кукурудза, соняшник. Також розвивається картоплярство, овочівництво та садівництво. Сільськогосподарське виробництво доповнюється молочним тваринництвом та свинарством. Старосалтівська громада має доступ до водних ресурсів, що дозволяє розвивати рибальство на місцевих водоймах.

## Транспорт
Транспортна інфраструктура Чугуївського району є важливою складовою його економіки та розвитку. Місто Чугуїв і його громади мають вигідне географічне положення, що забезпечує значні можливості для транспортного сполучення з іншими регіонами України та навіть з деякими суміжними країнами.

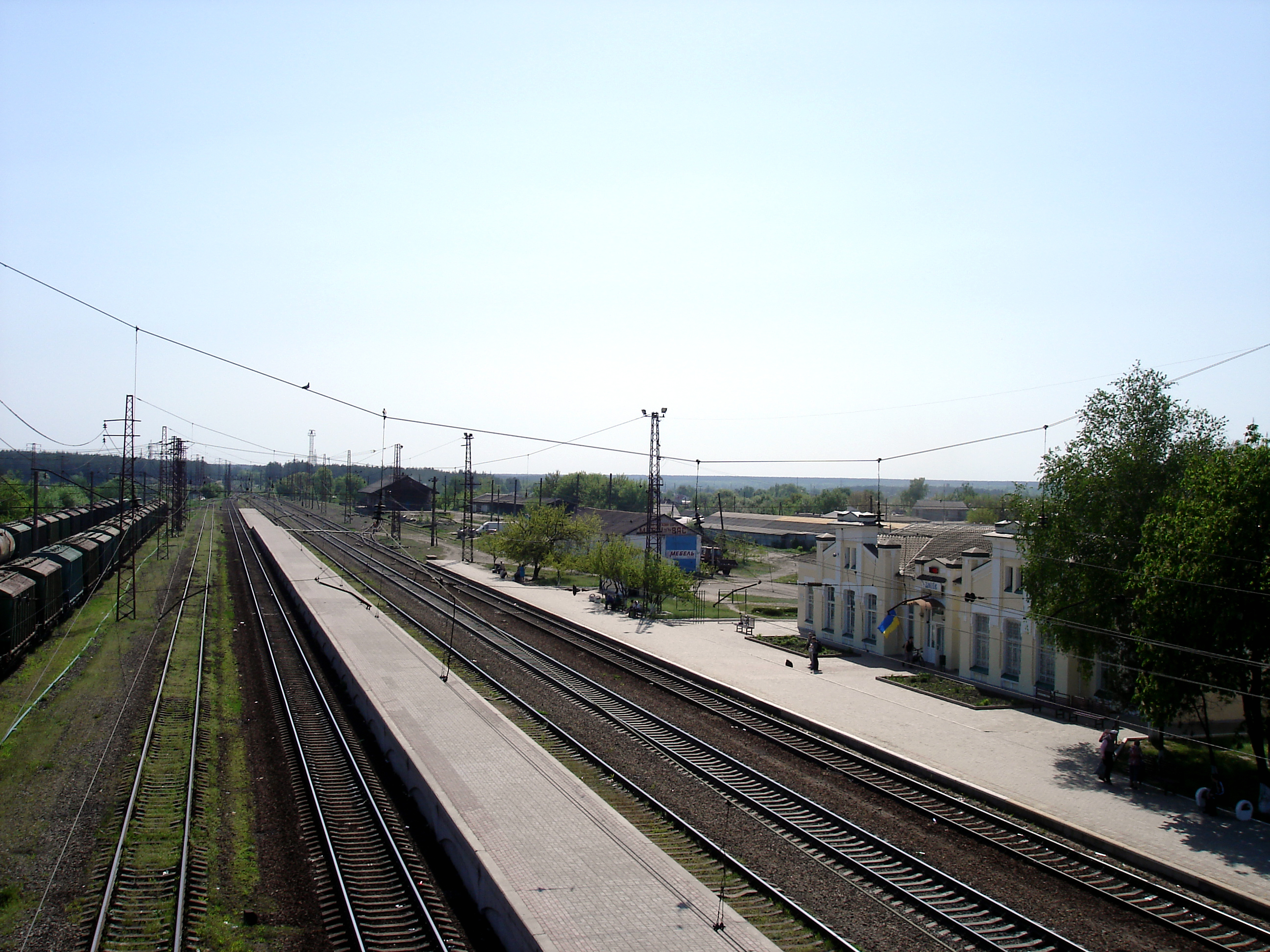
Станція Зміїв

Район та міста Чугуїв, Зміїв  є важливим залізничним пунктом на південному заході Харківської області. через район проходить 6 залізниць: Харків — Куп'янськ (через Чугуїв, Малинівку, Пролісне), Зміїв  — Лиман (через Зміїв, Слобожанське), Залізничний обхід Харкова ( через Зміїв, Пролісне), Зміїв — Золочів (через Зміїв), Куп'янськ — Огрцеве (через Вовчанськ).
Автодороги, що проходять через район:
- Міжнародного значення

М03 Київ — Харків — кпп Довжанський (через район від с. Кам'яна Яруга до с. Іванівка).
- Національного значення

Н26 яка починається у місті Чугуїв, далі пролягає через населені пункти Шевченкове, Куп'янськ, Сватове, Старобільськ, Біловодськ та закінчується у селищі Мілове Луганської області. (через район від м. Чугуїв до с. Дослідне).
- Регіонального значення

Р51 Мерефа — Павлоград  (через район від с.Погоріле до с. Клименівка)
Р78 Харків — Гороховатка (через район від сел. Андріївка до с. Гороховатка)
Р79 Сахновщина — Піски (через район від с. Водяне до м. Слобожанське).
- Територіального значення

Т 2101 Мерефа — Зміїв (через район від с.Погоріле до м. Зміїв)
Т 2104 Харків — КПП Чугунівка (через район від с. Шестакове до с. Лозова)
Т 2108 Вовчанськ — пункт контролю Плетенівка. 
Т 2111 Чугуїв — Великий Бурлук (через район від м. Чугуїв до с. Артемівка).

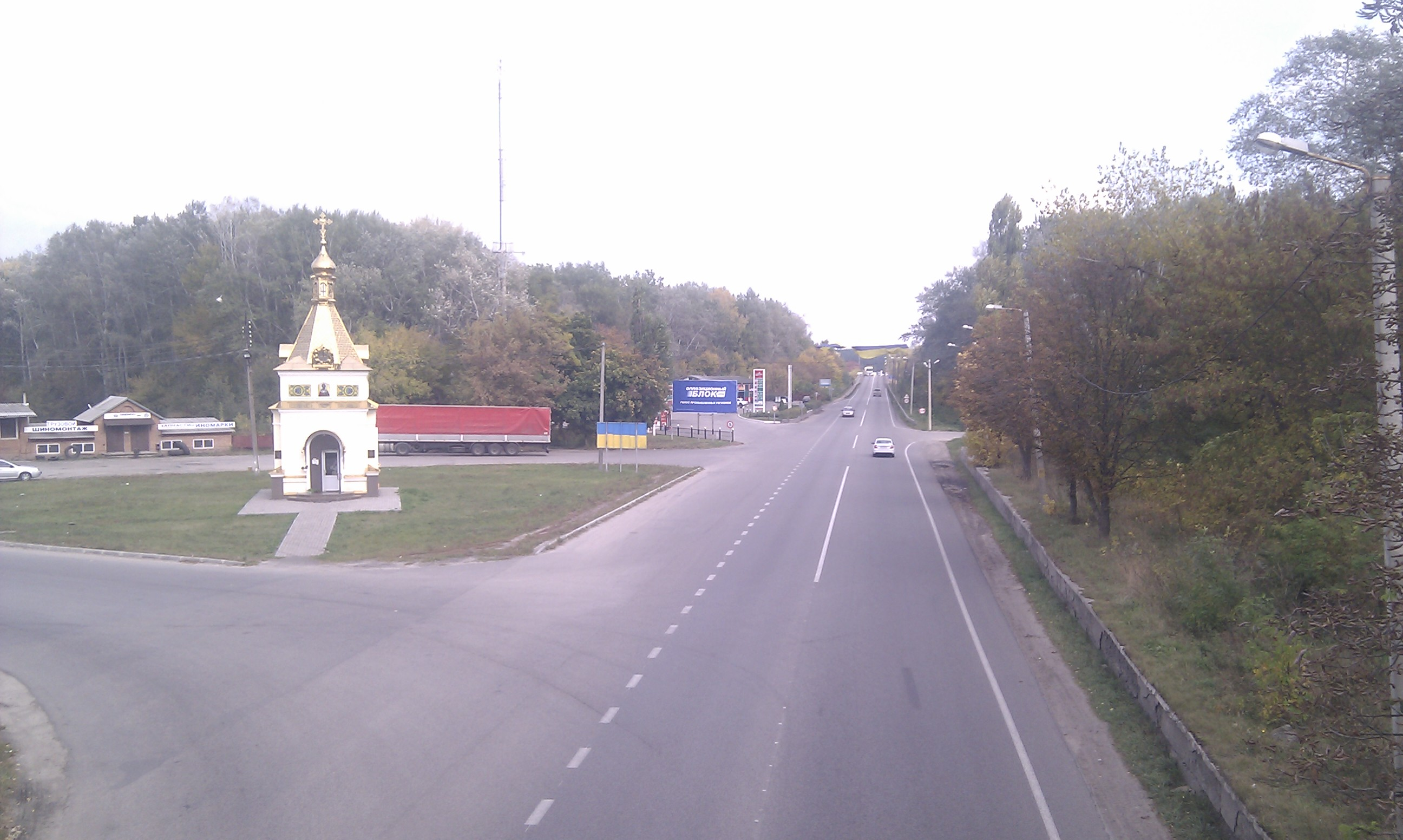
М03 в Чугуєві

Найближчий до Чугуївського району аеропорт — це Міжнародний аеропорт Харків, який розташований в 30-40 км від міста Чугуїв.

## Культура
Культура Чугуївського району багата на історичні традиції, народні ремесла, архітектуру та мистецтво. Місто Чугуїв та його громади мають культурне значення для Харківської області завдяки своїй історії, мистецьким традиціям та багатому спадку.

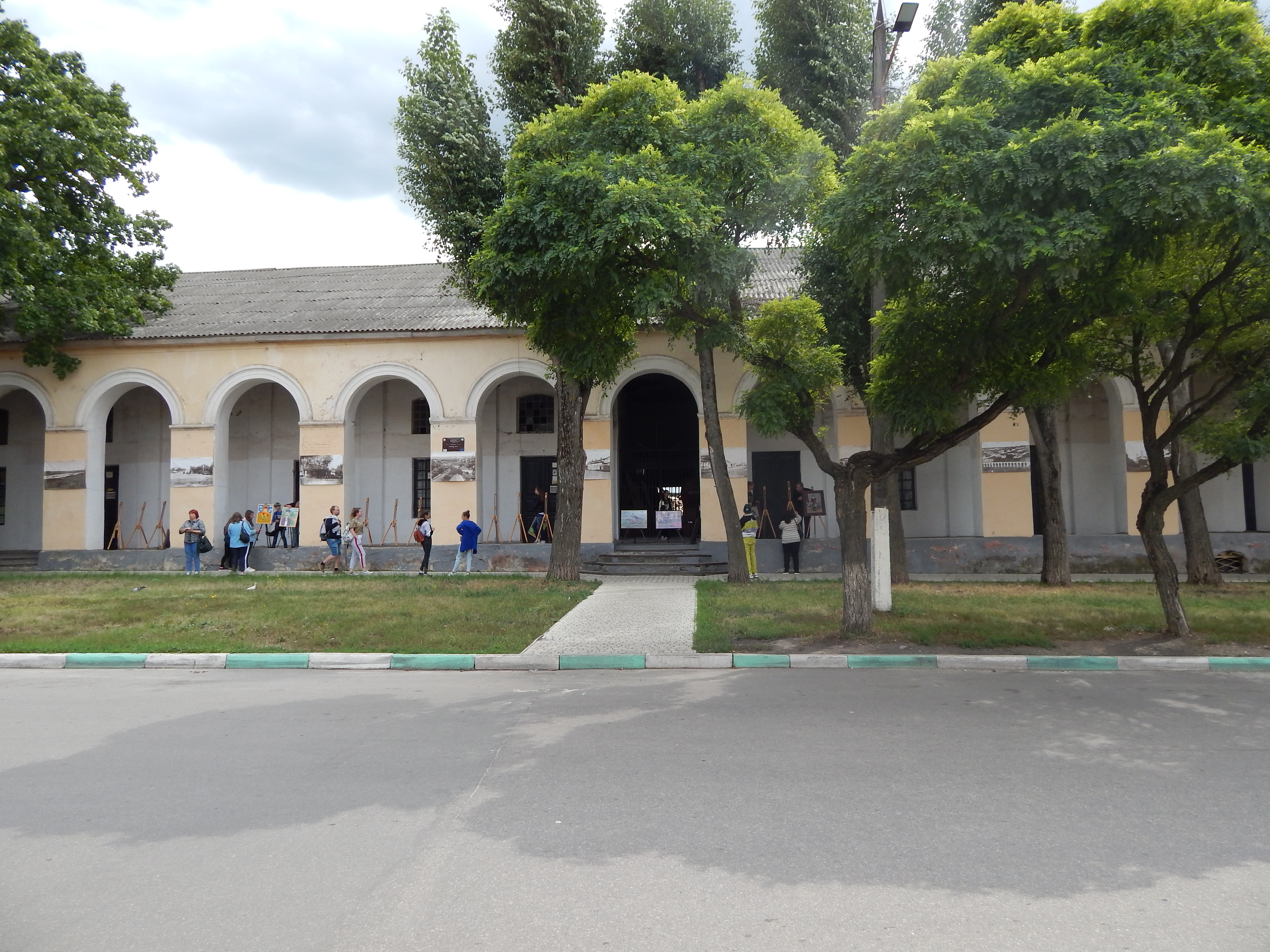
історична будівля Торгові ряди. Чугуїв

- історична будівля Торгові ряди. ЧугуївЧугуїв славиться своєю історією, яка налічує понад 400 років. Важливими культурними об'єктами є Чугуївська фортеця та Будинок-музей Івана Сошенка — відомого художника, який народився в Чугуєві.
- Музеї та мистецтво: Чугуїв має Художній музей, який зберігає багато робіт місцевих художників, зокрема, спадщину самого Івана Сошенка. Місто також є важливим центром для розвитку образотворчого мистецтва.
- Музей Іллі Репіна — це один з найвідоміших культурних об'єктів Чугуєва та важливий центр української культури.

- Музика та фольклор: Місто активно підтримує місцеві музичні колективи та фольклорні ансамблі, що представляють народні пісні та танці.

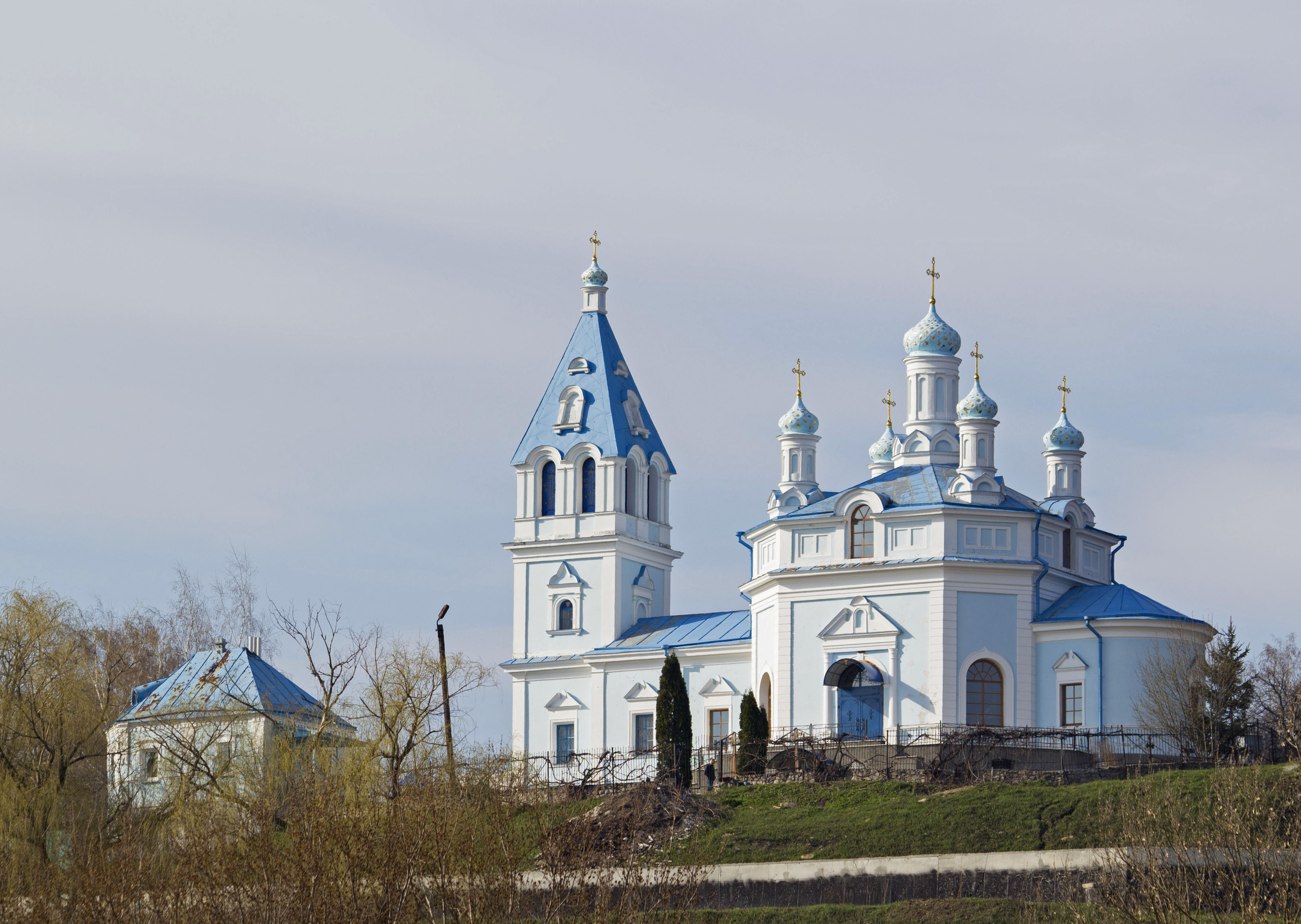
Церква Різдва Богородиці з дзвіницею в сел. Кочеток

Громади району активно підтримують культурні заходи на місцевому рівні, зокрема в театральному мистецтві, де місцеві колективи часто виступають у рамках обласних фестивалів. Відзначаються народні свята, а також проводяться виставки народного мистецтва, що сприяє популяризації локальних ремесел.
Печенізьке водосховище є не тільки важливою природною пам'яткою, а й важливим елементом для відпочинку та рекреації. Розташоване в мальовничій місцевості, водосховище привертає увагу туристів і любителів природи.
У районі збереглися старовинні церкви. Під час великих релігійних свят у багатьох селах відбуваються хресні ходи, народні ярмарки, концерти.
Через бойові дії багато сільських клубів, бібліотек та музеїв зазнали руйнувань.
- Медіа району представлені газетами:

"Чугуївський вісник": Це одна з основних друкованих газет Чугуївського району, яка виходить щотижня. "Зміївська газета": Місцеве видання Зміївської громади, яке інформує про події в громаді, зокрема новини місцевої влади, культурні заходи та соціальні ініціативи. Газета публікує також історичні та краєзнавчі матеріали.
- Чугуївське телебачення (Чугуївський ТВ): Місцевий канал, який висвітлює важливі події міста і району.

Телевізійні програми на обласних каналах: Оскільки Чугуїв розташований поруч із Харковом, багато місцевих подій також висвітлюються на обласних каналах, таких як "Слобожанське телебачення". Це дозволяє мешканцям Чугуївського району бути в курсі подій, що відбуваються не тільки в районі, а й в області загалом.
- Місцеві радіостанції: Хоча в самому Чугуєві немає власних радіостанцій, жителі району можуть слухати регіональні та обласні радіостанції, такі як "Радіо Харків", "Слобожанське радіо" та інші, що покривають більшу частину Харківської області. Радіо в громаді: окремі громади Чугуївського району можуть організовувати власні радіопередачі через місцеві клуби або культурні центри, що дозволяє їм інформувати своїх жителів про події та актуальні питання.

- Інтернет-ресурси

Сайти місцевих громад: Багато громад району мають власні вебсайти, де публікуються новини та оголошення. Наприклад: Сайт Чугуївської міської ради — надає інформацію про діяльність міської ради, актуальні питання, планування, а також культурні події. Вовчанська міська рада та інші місцеві органи влади активно використовують інтернет-платформи для зв'язку з громадянами.
- Соціальні мережі: Соціальні мережі також відіграють важливу роль у інформуванні жителів району. Facebook, Instagram і Telegram — популярні платформи для обміну інформацією. У багатьох громадах є групи, де публікуються новини, оголошення та анонси культурних подій.

Місцеві новинні портали: Окремі новинні портали, як "Kharkiv Today" або "Depo.Harkiv", регулярно висвітлюють новини з Чугуївського району, особливо в частині економічних та соціальних змін, великих подій, а також новин з галузі безпеки.

## Відомі люди
- Ілля Репін (м. Чугуїв) художник. Він народився в Чугуєві і провів значну частину свого молодого життя тут. Репін залишив значний слід у світовому мистецтві.
- Іван Сошенко (м. Чугуїв) художник. український живописець і педагог, що народився в Чугуєві. Він був одним із перших українських художників, що працював у стилі романтизму і створив низку портретів відомих діячів того часу.
- Микола Бенашвілі (м. Чугуїв) український поет і прозаїк грузинського походження, який народився в Чугуєві. Він прославився своїми поезіями, які відображали глибоке розуміння природи і культури Слобожанщини.
- Петро Котляревський (с. Полтава, але пов'язаний з Чугуївом через родину) Письменник. Хоча сам Петро Котляревський не був уродженцем Чугуєва, але його родина мала зв’язки з цим регіоном.
- Микола Василенко (с. Старий Салтів) Філолог, педагог.  Микола Василенко був видатним українським філологом та одним з засновників української педагогічної науки.
- Євген Федченко (с. Чкалов) український винахідник і інженер, автор численних розробок у галузі техніки та механіки.
- Олександр Лотоцький (м. Зміїв) письменник, громадський діяч і журналіст, який відомий своєю літературною діяльністю і роботою на користь розвитку української культури в першій половині 20 століття.
- Григорій Сковорода (м. Слобожанське) Один з найвідоміших українських філософів і поетів Григорій Сковорода проживав на території сучасного Чугуївського району.
- Олена Теліга (с. Старий Салтів) одна з найбільш відомих українських поетес 20-го століття.
- Валерій Яковенко (с. Печенізьке) видатний український диригент, композитор, який народився в Печеніжжі і здобув міжнародне визнання завдяки своєму внеску в розвиток класичної музики та української музичної культури.
- Дмитро Лисенко ( Чугуївський район) військовий, який став героєм внаслідок своєї участі у війні на сході України. Він народився в Чугуївському районі та активно підтримував патріотичні та соціальні ініціативи на рівні громади. Лисенко працює в напрямку розвитку національної безпеки та військової техніки.
- Олександр Гречуха (Чугуївський район) художник, чиї роботи експонуються в галереях та музеях по всій Україні. Він спеціалізується на живописі і став одним з представників сучасного українського мистецтва, беручи участь у виставках як в Україні, так і за кордоном.